# Qysyl-Agasch
Qysyl-Agasch ist ein Ort in Kasachstan im Gebiet Schetissu, im Bezirk Aqsu nordöstlich von Taldyqorghan, und hat 2146 Einwohner (Stand 2009).

## Der Bruch des Qysyl-Agasch-Dammes
Am Donnerstag, dem 11. März 2010 brach der Qysyl-Agasch-Damm der gleichnamigen Talsperre nach langanhaltenden schweren Regenfällen, überflutete den Ort und tötete zahlreiche Einwohner des Ortes. Am Tag danach brach noch ein weiterer Staudamm bei dem Ort Schylbulak mit 820 Einwohnern, die jedoch alle gerettet werden konnten.